# Savezna Republika Jugoslavija
Savezna Republika Jugoslavija (skraćeno SRJ) je federalna država koja je formirana u 27. travnja 1992. odlukom Saveznog vijeća SFRJ, kao zajednička država Srbije i Crne Gore. 
Duže vremena se među međunarodnopravnim autorima smatralo upitnim, može li se SRJ smatrati univerzalnim sljednikom SFRJ - na što su pretendirale vlasti SRJ - ili je zapravo riječ o novoj državi. Sjedinjene Američke Države su još 21. svibnja 1992. godine objavile svoje službeno stajalište da SRJ nije univerzalni pravni sljednik SFRJ, nego je uslijed disolucije (raspada) ta država prestala postojati - tj. da se novonastale države nisu odcijepile od SFRJ, nego je nastupio raspad SFRJ. Vijeća sigurnosti Ujedinjenih haroda je Rezolucijom 777 od 19. rujna 1992. zauzela stajalište da "Savezna Republika Jugoslavija ne može automatski nastaviti članstvo bivše Socijalističke Federativne Republike Jugoslavije u Ujedinjenim narodima".
Ubrzo nakon okončanja vladavine Slobodana Miloševića u SRJ 5. listopada 2000. god., dana 27. listopada 2000. god. je SR Jugoslavija podnijela zahtjev da postane članica Ujedinjenih naroda, , te je potom u članstvo UN - kao novonastala država - SRJ bila prihvaćena Rezolucijom br. 55/12 od 1. studenog 2000. god. Naposljetku je ugovorom o pitanjima sukcesije sklopljenim 10. travnja 2001. god. između Bosne i Hercegovine, Republike Hrvatske, Republike Makedonije, Republike Slovenije i Savezne Republike Jugoslavije ustanovljeno da svih tih pet država predstavljaju jednakopravne sljednice bivše Socijalističke Federativne Republike Jugoslavije.
Dana 14. ožujka 2002., predstavnici SR Jugoslavije, Republike Srbije i Republike Crne Gore su uz nazočnost visokog predstavnika Europske unije potpisali Polazne osnove za preuređenje odnosa Srbije i Crne Gore, kojima je predviđeno da SRJ ubuduće nosi naziv Srbija i Crna Gora. Dana 4. veljače 2003. formirana je Državna zajednica Srbija i Crna Gora utemeljena na ravnopravnosti dviju država članica, tj. Srbije i Crne Gore; ta je zajednica prestala postojati proglašenjem neovisnosti Crne Gore 3. lipnja 2006. godine.
Čitavo postojanje Savezne Republike Jugoslavije obilježeno je posljedicama neuspješnog ratovanja protiv Hrvatske, protiv Bosne i Hercegovine, te potom protiv kosovskih Albanaca: ekonomske sankcije koja je nametala međunarodna  zajednica teško su pogodile gospodarstvo, a veliki dio stanovništva dovele do siromaštva.
U svibnju 1992. god. osnovana od postrojbi JNA na području SR Jugoslavije  Vojska Jugoslavije- koja će narednih godina slati zapovjedni kadar da vodi Srpska vojska Krajine (na teritoriju Republike Hrvatske) i Vojske Republike Srpske (na teritoriju Bosne i Hercegovine).  Nako što je još od proljeća 1991. god. Jugoslavenskanarodna armija bila počela potajice dijeliti oružje etničkim Srbima u Hrvatskoj i BiH, te je u prosincu 1991. god. Generalštab JNA službeno donio Direktivu o upotrebi oružanih snaga u narednom periodu za pripremu i izvođenje borbenih dejstava (str. pov. broj: 2256-1 od 10. 12. 1991.) u kojoj se kao glavni cilj snaga JNA u očekivanom ratu navodi - zaštitu srpskog stanovništva, do vremena formiranja Savezne Republike Jugoslavije i istodobnog početka Rata u Bosni i Hercegovini, JNA je na područje Srbije bila izmjestila sve važnije pogone za proizvodnju naoružanja i važnije zalihe streljiva.

## Stanje u državi
Srbija i Crna Gora proglasile su 27. travnja 1992. Saveznu Republiku Jugoslaviju (SRJ), s predsjednikom (1992. – 93.) Dobricom Ćosićem. SRJ je obuhvaćala 102 173 km², a prema popisu iz 1991. imala je 10,4 milijuna stanovnika: Srba 62%, Albanaca 17% (procjena), Crnogoraca 5%, Madžara 3%, Muslimana 3%, i dr. Već od 30. svibnja 1992. godine našla se SR Jugoslavija pod međunarodnim sankcijama proglašenim od Vijeća sigurnosti Ujedinjenih Naroda, zbog sudjelovanja u ratu protiv Bosne i Hercegovine. Rezolucijom 757 je zabranjena sva međunarodna trgovina sa SRJ i blokirana su sva jugoslavenska novčana sredstva u inozemstvu, izuzev u svrhu dobave medicinske i humanitarne pomoći te hrane.
Teške ekonomske sankcije potrajale su do kraja Rata u BiH i u rata s Republikom Hrvatskom, koji je nastupio sklapanjem Daytonskog sporazuma skopljenog 21. studenog 1995. godine: sankcije su suspendirane 22. studenog 1995., a posve ukinute 1. listopada 1996. god. Od 1998. godine na snazi su opet značajne međunarodne sankcije Europske unije i Sjedinjenih Američkih Država protiv SR Jugoslavije, zbog Rata na Kosovu. Potpora Republici Srpskoj koja se nastojala odcijepiti od Bosne i Hercegovine i Republici Srpske Krajine koja je pokušala odcjepljenje od Republike Hrvatske pokazala se izrazito skupom i naposljetku neuspješnom. Zbog međunarodnih sankcija i ratovanja, barem pola stanovništva SRJ zapalo je u siromaštvo i bijedu, te je preživljavalo u velikoj mjeri od međunarodne humanitarne pomoći. Tijekom rata je gospodarstvo SRJ pribjeglo krijumčarenju, koje je samo donekle pomoglo održavanju trgovine, i to uz često čudnovate rezultate – npr. je postojala oskudica inzulina i osnovnih antibiotika, ali su neki luksuzne medicinske potrepštine poput preparata za mušku potenciju Viagra bili lako dostupi. Tijekom 1990.-ih je u SRJ "cvalo" jedino tzv. crno tržište, a državne mjere radi racioniranja opskrbe su pogađale dio stanovništva koji je prihode ostvarivao iz legalnih izvora, poput umirovljenika i državnih službenika; osobito one koji nisu imali dobre socijalne veze.
Unutar SRJ politički je dominirala Srbija. Njezin predsjednik (1989. – 1997.) Slobodan Milošević bio je 1997. izabran za predsjednika SRJ. Zbog represije nad kosovskim Albancima, snage NATO-a su od 24. ožujka 1999. napadale strateške ciljeve u SRJ. Nakon sporazumnoga povlačenja jugoslavenske vojske, na Kosovu je uspostavljena privremena uprava UN-a i nadzor snaga NATO-a (od 12. lipnja 1999.). Zbog podređenoga položaja unutar SRJ, Crna Gora je od 1997. težila samostalnijoj politici. Izmijenila je financijski sustav, uspostavila vlastitu policiju i graničnu kontrolu i najavljivala neovisnost. Od kraja 1990-ih SRJ kao zajednička srbijansko-crnogorska država praktički nije funkcionirala. U rujnu 2000. za predsjednika SRJ izabran je Vojislav Koštunica, čelnik Demokratske stranke Srbije i kandidat udružene opozicije (Demokratska opozicija Srbije – DOS). 
Slobodan Milošević je svrgnut u prosvjedima 5. listopada 2000. Promjena vlasti olakšala je prijam SRJ u UN (1. studenog 2000.) i u druge međunarodne organizacije. Odnose unutar SRJ promijenila je i pobjeda DOS-a na parlamentarnim izborima u Srbiji, u prosincu 2000. Uz sudjelovanje Europske unije, savezni i republički vođe dogovorili su (14. ožujka 2002.) preuređenje SRJ u novu državnu zajednicu nazvanu Srbija i Crna Gora, što je provedeno donošenjem Ustavne povelje od 4. veljače 2003. Ta se zajednica raspala 2006. osamostaljenjem Crne Gore.

## Republike i autonomne pokrajine
SRJ je bila podijeljena na dvije republike i na dvije autonomne pokrajine koje su bile dio Republike Srbije.
| Ime                                      | Glavni grad               | Zastava | Grb | Lokacija |
| ---------------------------------------- | ------------------------- | ------- | --- | -------- |
| Srbija AP Kosovo i Metohija AP Vojvodina | Beograd Priština Novi Sad |         |     |          |
| Crna Gora                                | Podgorica                 |         |     |          |

## Poveznice
- Predsjednici Savezne Republike Jugoslavije